# 烏達爾涅 (博布里涅茨區)
47°46′50″N 32°8′7″E / 47.78056°N 32.13528°E
烏達爾涅（烏克蘭語：Ударне），是烏克蘭中部的村莊，隸屬基洛夫格勒州的克羅皮夫尼茨基區。該村面積0.19平方公里，海拔高度76米，2001年人口9，人口密度每平方公里48.7人。